# Garage rock
Garage rock, rock garażowy, '60s punk – prosta, surowa forma muzyki gitarowej, wywodząca się z rock and rolla, popularna w latach sześćdziesiątych w Stanach Zjednoczonych, Kanadzie i Europie. Muzyka zespołów „garage rockowych” była z początku fenomenem lokalnych, amatorskich grup, które przyswoiły sobie wcześniej utwory surf rockowe, rhythm’n’bluesowe lub rock’n’rollowe kompozycje wokalne i instrumentalne. Pierwszym wielkim hitem garażowym był utwór Louie, Louie, wydany w 1961 na singlu 7" przez zespół The Wailers.
W późniejszym okresie duża część twórczości amerykańskich grup garażowych została zdominowana przez brzmienie brytyjskiej inwazji, ale już wkrótce zdołały one wykształcić swój własny styl. Do najpopularniejszych zespołów rocka garażowego zalicza się: The Sonics, The Seeds, The Kingsmen, The Shadows of Knight, The Standells, The Count 5, The Troggs. Termin punk rock został stworzony w 1971 przez dziennikarza magazynu Creem i odnosił się do muzyki grupy Question Mark & the Mysterians.

## Charakterystyka stylu
Stylistyka wizualna rocka garażowego wahała się od grzywek, butów i garniturów w stylu grupy The Beatles, aż po pre-glam, inspirowana komiksami firmy Marvel. W sferze muzycznej dominowały kawałki często nie przekraczające trzech minut, zazwyczaj w niskich tonacjach, z brudnymi, gitarowymi riffami, o pozostawiającej wiele do życzenia produkcji. Obrana estetyka lub samo brzmienie stawały się często pretekstem dla nazwy grupy. Dobrymi przykładami są: The Troggs, The Primitives, The Sonics, The Cavemen czy The C-Minors. Teksty często oscylowały wokół nieodwzajemnionych uczuć miłosnych i brutalnych sylwetek kobiet, jak np. w utworze „Bad Girl” autorstwa teksaskiej grupy Zakary Thaks.

## Garage rock revival
„Odrodzenie rocka garażowego” datuje się na rok 1972, kiedy przyszły gitarzysta w zespole Patti Smith – Lenny Kaye wydał na dwóch płytach album pt. Nuggets: Original Artyfacts from the First Psychedelic Era, 1965–1968. W połowie lat 70. powstała pierwsza grupa garage punk rocka – The Ramones. W latach 80. kilka zespołów rockowych, takich jak: The Chesterfield Kings, The Fuzztones oraz Lyres próbowało powrócić do stylu i brzmienia tradycyjnego garage rocka z lat 60. Na początku 2000, grupy ruchu muzycznego o nazwie „post-punk revival” również próbowały wprowadzić tradycyjne brzmienia z garage rocka, należały do nich: The Strokes, The Hives, The Vines oraz The White Stripes.